# Gericht Langenschwarz
Das Gericht Langenschwarz war ein Verwaltungs- und Gerichtsbezirk unter der Oberhoheit des Hochstiftes Fulda.

## Geschichte
1496 versetzte Fulda das Gericht (Langen)schwarz, wohl nach dem Aussterben des Adelsgeschlechtes Schwarza an Albrecht von Trümbach. Im Jahr 1506 wurde Langenschwarz als fuldisches Lehen bezeichnet. Während des 16. und der ersten Hälfte des 17. Jahrhunderts war das Gericht im Besitz der Adelsfamilie Buchenau. 1677 und 1684 kaufte der fuldische Vizekanzler Johannis je ein Viertel des Gerichts, die andere Hälfte wurde 1688 durch das Hochstift Fulda erworben. Das Hochstift Fulda verfügte auch über die Zentgerichtsbarkeit über das Gericht. Die fuldische Hälfte des Gerichts wurde vom Oberamt Burghaun mitverwaltet.
Im Reichsdeputationshauptschluss wurde das Gericht Teil des Fürstentums Nassau-Oranien-Fulda. Organisatorisch wurde es dort als Teil des Fürstentums Fulda geführt und dort Teil des Amtes Burghaun.

## Umfang
1585 wurden Hechelmannskirchen, Köhlersmoor, Langenschwarz und Schlotzau als Bestandteile des Gerichts genannt. Das Huldigungsprotokoll von 1738 nennt die gleichen Orte (wobei der in der Gemeinde Hechelmannskirchen gelegene Hof Köhlersmoor nicht explizit genannt wurde). Wilhelm Dilich nennt im "geometrischen Abriß des Bezirks Langenschwarz" noch zusätzlich noch Bebelsmühle, Großen- und Kleinenmoor, Lindemannshaus und die Oberst- und die Unterstmühle als Bestandteile. Diese Orte und Mühlen werden in anderen Quellen als Teil des Oberamtes Burghaun geführt. 